# Batthyány-Strattmann László

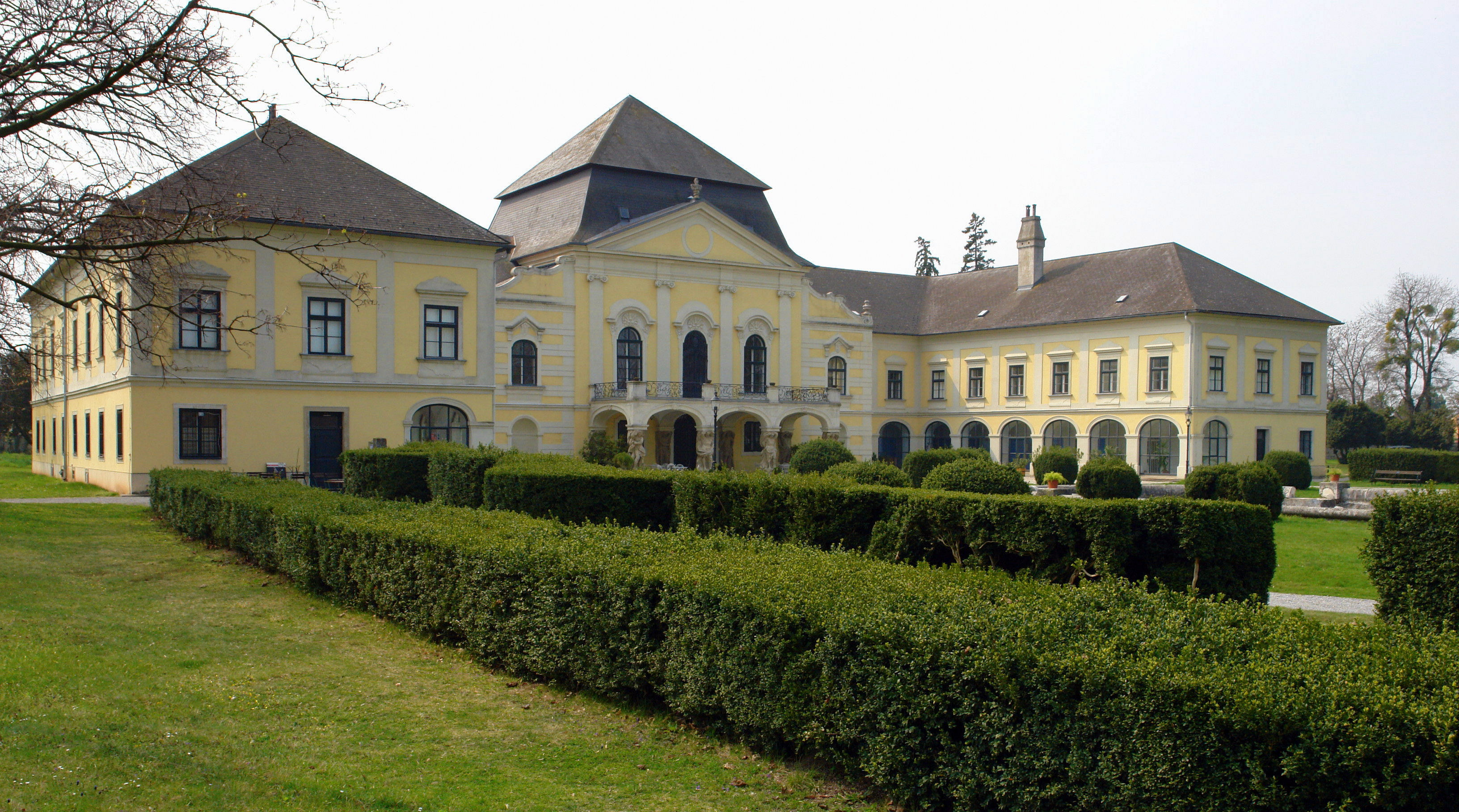
A köpcsényi kastély

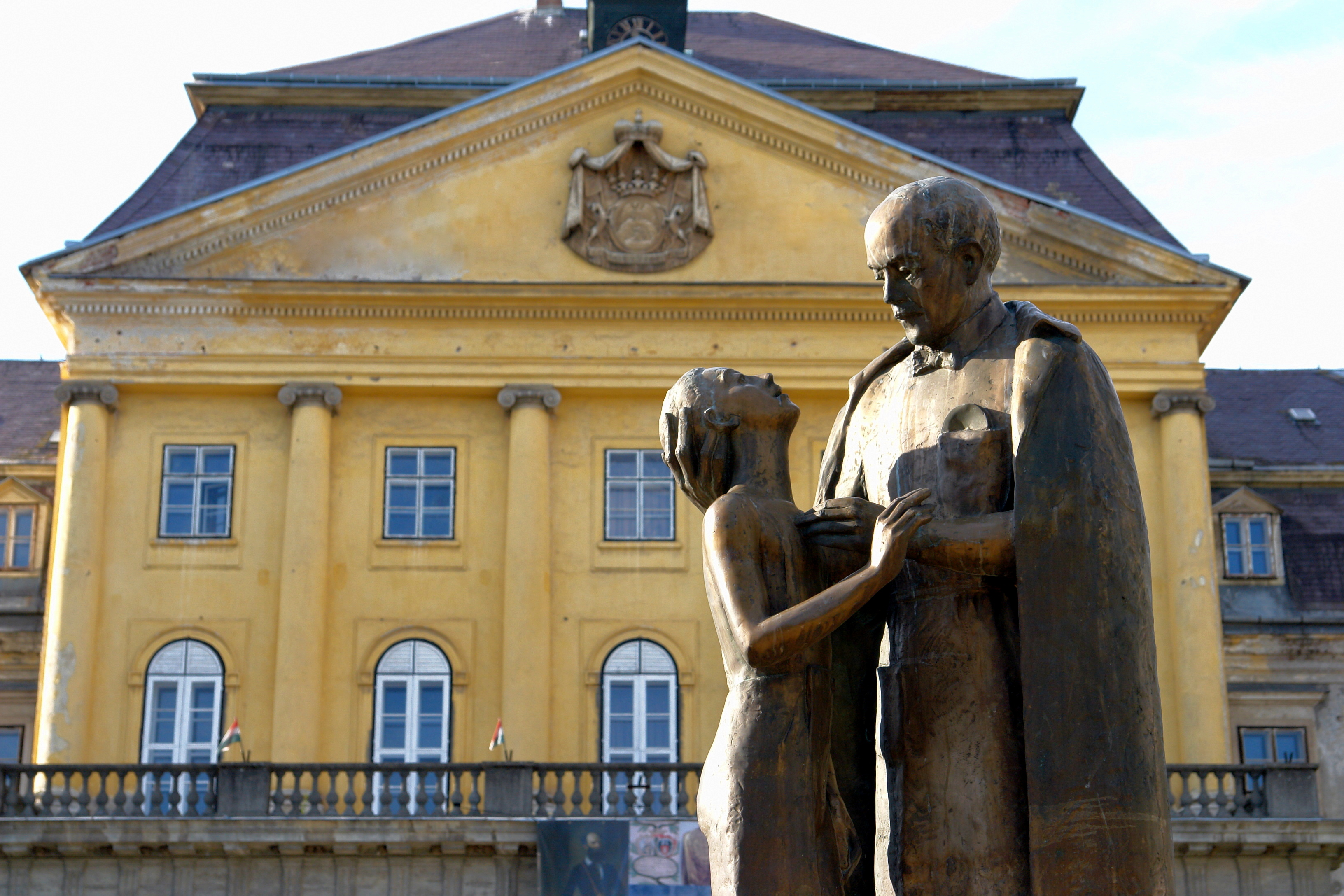
A körmendi kastély

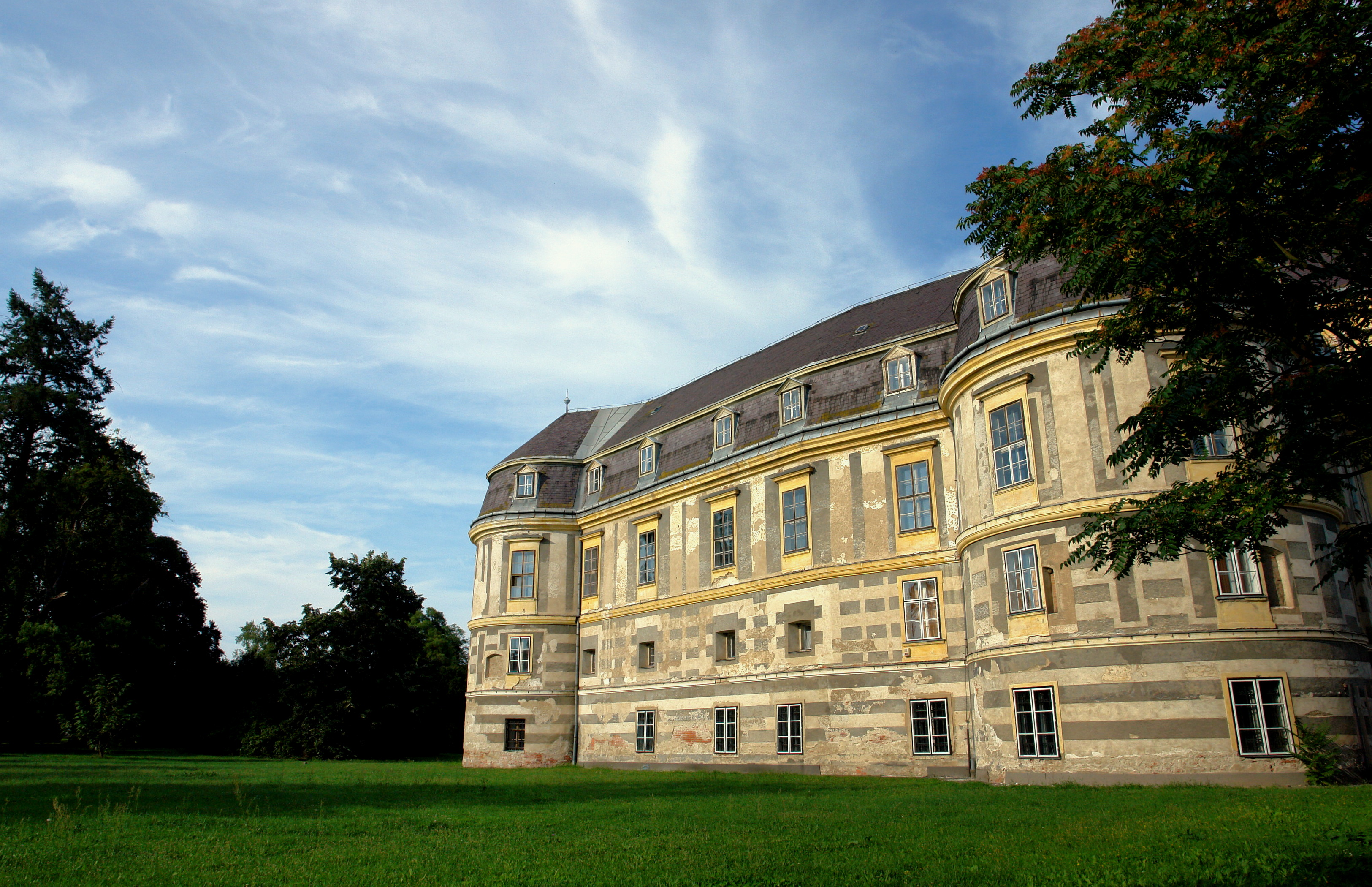
A körmendi kastély

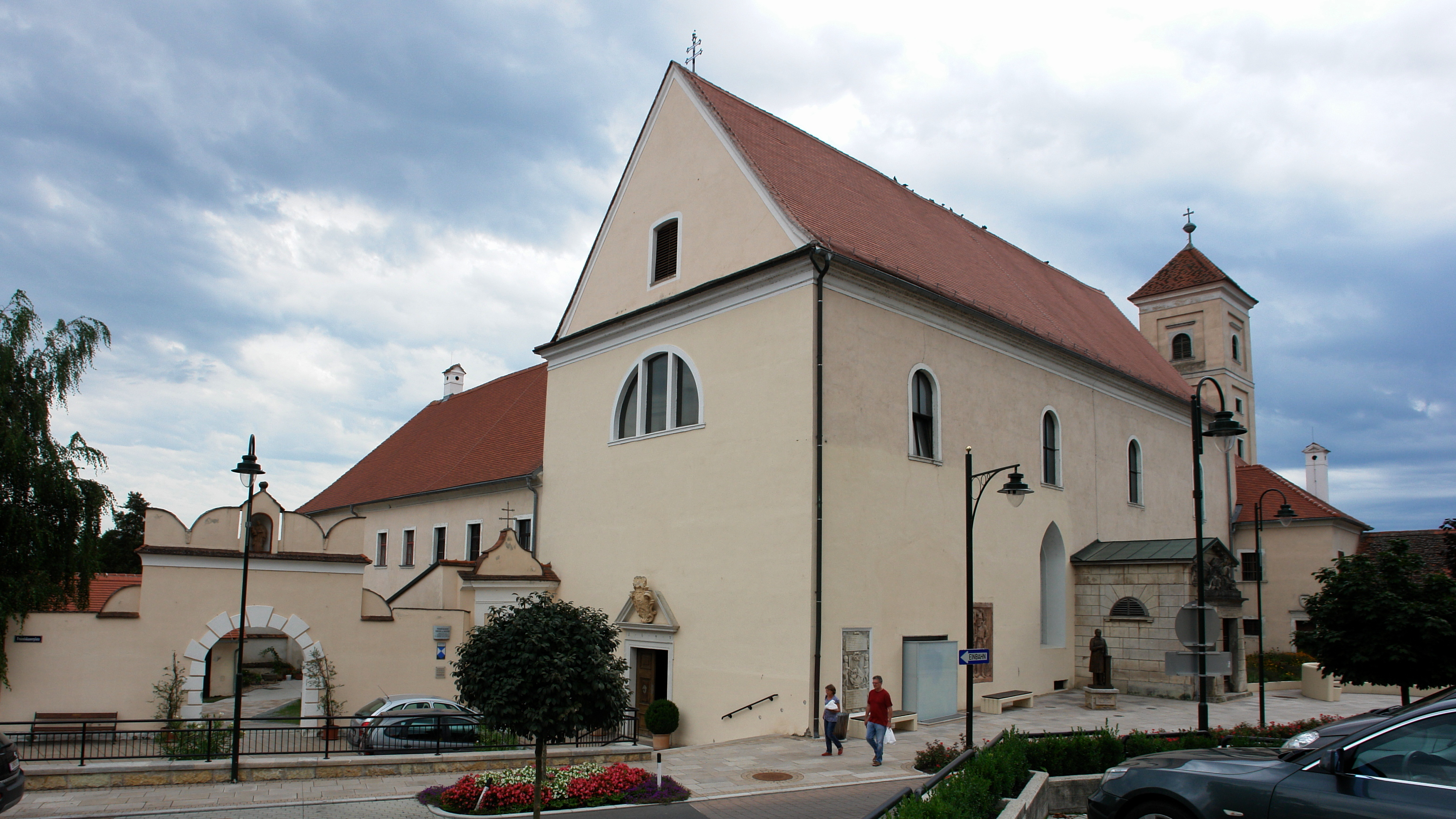
A németújvári ferences kolostor

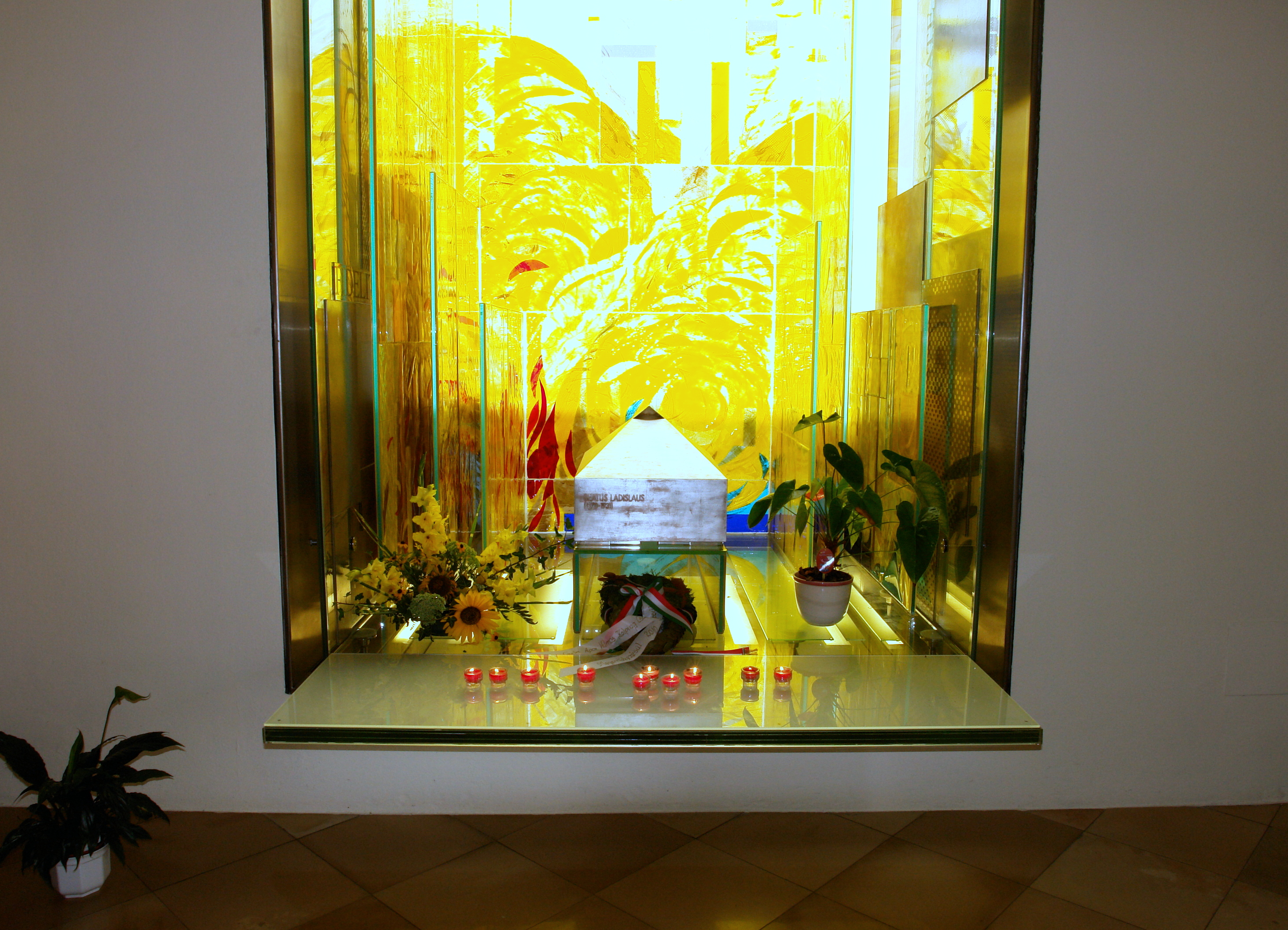
Beatus Ladislaus, azaz Boldog László földi maradványai immár a németújvári ferences kolostortemplom oldalkápolnájában

Boldog herceg (1915-ig gróf) németújvári Batthyány-Strattmann László Antal János Lajos (Dunakiliti, 1870. október 28. – Bécs, 1931. január 22.) magyar főnemes, a „szegények orvosa”, császári és királyi kamarás, az Aranygyapjas rend lovagja, Vas vármegye örökös főispánja.

## Élete

### Ifjúkora
Az ősrégi főnemesi gróf németújvári Batthyány család sarja. Apja ifjabb gróf németújvári Batthyány József (1836–1897), császári és királyi kamarás, Vas vármegye örökös főispánja, a Lipótrend lovagja, a magyar főrendiház örökös tagja, nagybirtokos, anyja gróf németújvári Batthyány Ludovika (1843–1882), csillagkeresztes hölgy. Apai nagyszülei idősebb gróf németújvári Batthyány József (1770–1851), császári és királyi valóságos kamarás, Vas vármegye örökös főispánja, nagybirtokos, és pedig alsólelóczi és jezerniczei Tarnóczy Antónia (1792–1876) voltak. Anyai nagyszülei gróf németújvári Batthyány Zsigmond (1810–1891), valóságos belső titkos tanácsos, a Főrendiház örökös tagja, nagybirtokos, valamint gróf németújvári Batthyány Ágnes (1815–1853) voltak.
Batthyány László hatodik gyermekként jött a világra. Gyermekkorára árnyat vetett, hogy édesapja elhagyta családját, evangélikus lett, hogy újból megházasodhasson, miután megismerte gróf göncruszkai Kornis Antóniát (1835–1917), akivel végül 1879. május 21-én kötött házasságot. Édesanyja, gróf Batthyány Ludovika, fiatalon halt meg, amikor László még csak tizenkét éves volt.
Hivatását nem találta meg azonnal. Eleinte a Bécsi Egyetemen különféle tárgyakat hallgatott, többek között kémiát, filozófiát és zenetörténetet. Életének e zavaros időszakában egy felületes kapcsolatából leánya született, akiről élete végéig gondoskodott. Végül felfedezte igazi hivatását, és 1896-ban orvostanhallgató lett. Tanulmányait 1900-ban fejezte be.

### Házassága és gyermekei
Orvosi tanulmányai időszakában ismerkedett meg gróf Maria Theresia Coreth zu Coredo und Starkenberggel („Misl”-lel) (*Bécs, 1874. november 10.–Bécs, 1951. március 14.), akit 1898. november 10-én Bécsben feleségül vett. A menyasszonynak a szülei gróf Karl Theodor Coreth zu Coredo (1837–1894) és Anna Pankratyeva (1849–1912) voltak. Házasságukból 12 gyerek született:
- gróf Batthyány Ödön (*1900. július 3.–Körmend, 1921. június 5.)[9]
- gróf Batthyány Ludovika Otília (Lilly) Johanna Mária Jotefa, (*Köpcsény, 1903. június 16.–). Férje: gróf németújvári Batthyány Zsigmond (*1891. március 26.–1966. május 31.).
- herceg Batthyány-Strattmann László János József Károly Mária (*Köpcsény, 1904. június 23.–Bécs, 1966. március 28.), diplomás mérnök, az Aranygyapjas rend lovagja, máltai lovag, Vas vármegye örökös főispánja, a felsőház örökös tagja, pápai titkos kamarás. Felesége: herceg Antoinette zu Windisch-Grätz (*1902. szeptember 2.–1990. május 9.)
- gróf Batthyány Mária Anna (1907–1909)
- gróf Batthyány Anna Mária Jozefa Erzsébet (*Köpcsény, 1909. március 23.–). Férje: Paul Weingarten (*Brno, 1886. április 20.–Bécs, 1948. április 11.)
- gróf Batthyány Iván Mária József László (*Köpcsény, 1910. április 21.–Lugano, 1985. július 16.). Neje: báró Margit Thyssen-Bornemisza (1911. június 22.–1989. szeptember 15.)
- gróf Batthyány Mária Blanka Jozefa Johanna Franciska, (*Köpcsény, 1911. június 23.–Baden, 1998. december 19.). Férje: gróf Joseph Karl von und zu Trauttmansdorff-Weinsberg (*1906. április 15.–1985. február 15.).
- gróf Batthyány József Miksa Mária Mihály (*Köpcsény, 1912. szeptember 29.–Farkasdifalva, 1994. május 30.). Neje: gróf zicsi és vásonkeői Zichy Mária (*Budapest, 1918. július 26.–)
- gróf Batthyány Margit Antónia Mária Jozefa (*Köpcsény, 1914. április 18.–Paysandú, Uruguay, 1959. január 22.). Férje: herceg Karl Adolf von Auersperg (1915. március 13.)
- gróf Batthyány Ferenc Frigyes Mária József László (*Köpcsény, 1915. október 4.–Baden, 1998. július 18.). Felesége: gróf galánthai Esterházy Mária (*1922. június 26.)
- gróf Batthyány Franciska Ágnes Mária Jozefa Terézia (*Köpcsény, 1915. október 4.–). Férje: Bauer Hans
- gróf Batthyány Károly Ignác (*Köpcsény, 1918. szeptember 18.–). Neje: gróf székelyi Majláth Zdenka.

### Orvosi tevékenysége és hercegi cím

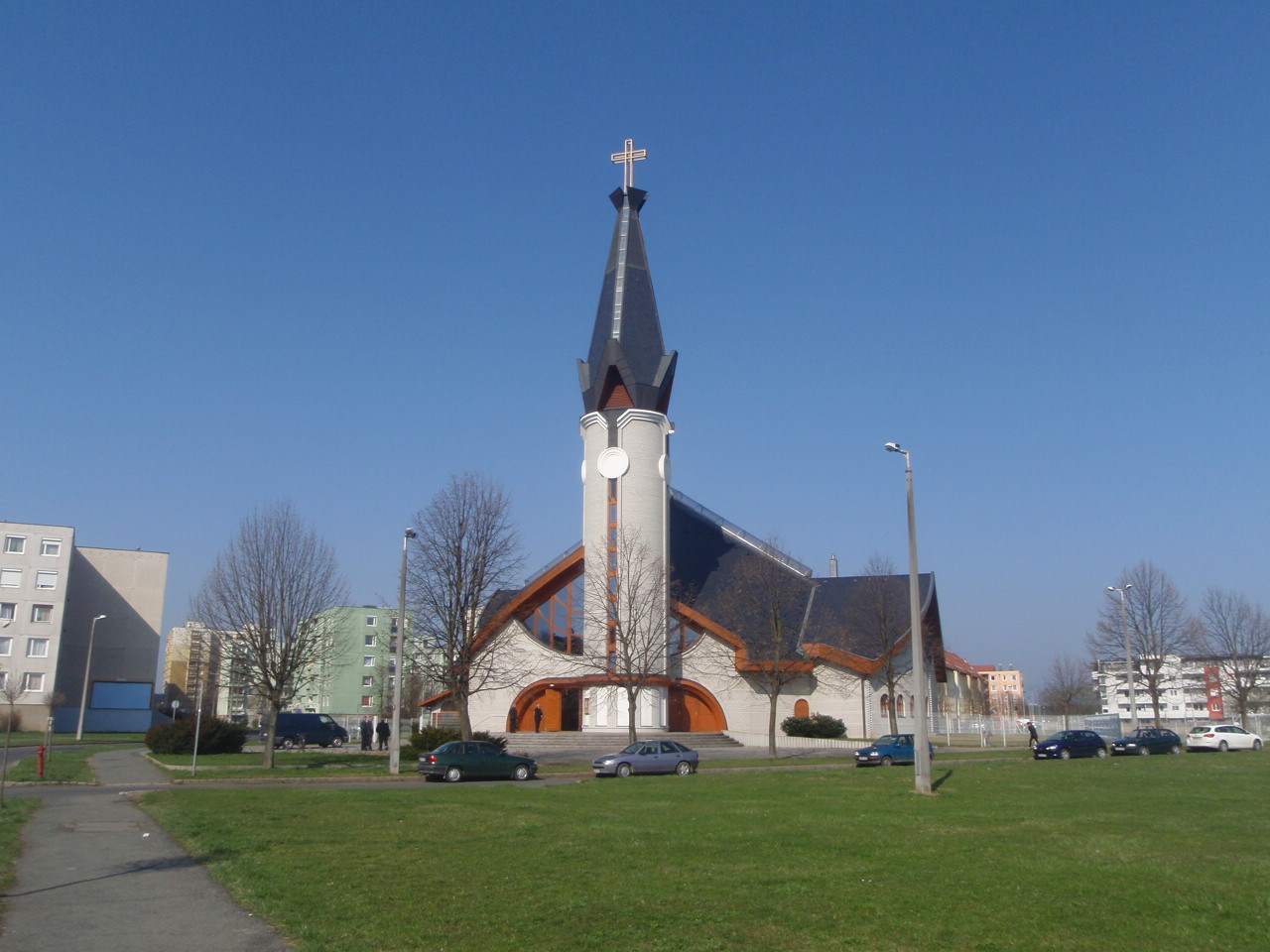
Szombathely Oladi lakótelepén a Fatimai Szűz Mária tiszteletére, Batthyány-Strattmann László emlékére emelt templom

Az egyetem befejezése után Batthyány magánkórházat nyitott Köpcsényben. Folyamatosan továbbképezte magát, először sebészorvosi, majd szemészorvosi képesítést szerzett.
1914-ben távoli unokabátyja, herceg németújvári Batthyány-Strattmann Ödön (1826–1914), a 6. Batthyány-Strattmann herceg, gyermekek nélkül hunyt el; halálakor megörökölte a hercegi címet és a Strattmann nevet mint a legközelebbi illetékes férfi Batthyány családbeli. A legközelebbi közös Batthyány felmenőjük, gróf németújvári Batthyány Ádám (1610–1659), császári és királyi kamarás, aki az első Batthyány-Strattmann hercegnek, Batthyány Károly Józsefnek (1698–1772) a nagyapja volt. 1915-től, gróf Batthyány László, a 7. Batthyány-Strattmann herceg lett. Ekkor családjával a körmendi kastélyba költözött, amelynek egy szárnyában szemészeti rendelőt rendezett be. A mélyen vallásos orvos szegény betegeit ingyen gyógyította, gyógyszert is ingyen adott nekik, így a „szegények orvosaként” vált ismertté.
1921-ben tragédia sújtotta a családot, amikor legidősebb fiuk, gróf Batthyány Ödön, mindössze 21 évesen elhunyt.

### Halála és leszármazottjai
59 éves korában hólyagrákot állapítottak meg nála, és a bécsi Löw-szanatóriumba került. Itt halt meg 14 havi szenvedés után, 1931. január 22-én. A burgenlandi Németújváron temették el, a Batthyány család kriptájában, az ottani ferences kolostorban. (Ez a második legnagyobb családi kripta Ausztriában a bécsi császári kripta után.) Halála után másodszülött fia, gróf Batthyány László (Köpcsény, 1904. június 23. – Bécs, 1966. március 28.), diplomás mérnök, az Aranygyapjas rend lovagja, máltai lovag, Vas vármegye örökös főispánja, a felsőház örökös tagja, pápai titkos kamarás megörökölte apjának hercegi címét és ezzel a 8.  Batthyány-Strattmann herceg lett. Tőle feleségének, herceg Antoinette zu Windisch-Grätz asszonynak született fia, gróf Batthyány László (Budapest, 1938. március 26. – Bécs, 2015. február 14.), máltai lovag, pápai titkos kamarás, aki apja halála után lett a 9. Batthyány-Strattman herceg. 2015-től a fia, gróf Batthyány László (Bécs, 1970. július 9.), máltai lovag lett a 10. Batthyány-Strattmann herceg.

### Emlékezete
Szülőfalujában, Dunakilitin elevenen él a boldog doktor tisztelete: A Szent Kereszt Felmagasztalása római katolikus templomban egy színes üvegablak őrzi emlékezetét, illetve a könnyebb megközelíthetőség végett a bejárat melletti oldalfülkében kapott helyet a Batthyány-oltár (a szent életű doktor mellszobra és ereklyéje) 2010-ben. A dunakiliti általános iskola a boldog doktor születésének 120. évfordulója (1990) alkalmából vette fel annak nevét. A kastélykertben is található egy mellszobra 2003 óta. 2019-ben a kastélyiskolához vezető út megszépült, a Batthyány sétány nevet kapta. A község Batthyány-napjai: március 23. és október 28. 
A szintén Szigetközben lévő püski Szent György római katolikus templom nyugati üvegablakának egész alakos képe őrzi az első ábrázolását. Kanadában, Vancouverben a Szent Péter és Pál-templom üvegablaka 2007 óta őrzi ábrázolását John G. Horgan plébános jóvoltából. A Pázmány Péter Katolikus Egyetem Információs Technológia Karának kápolnáját Erdő Péter bíboros a boldoggá avatott herceg tiszteletére szentelte fel.

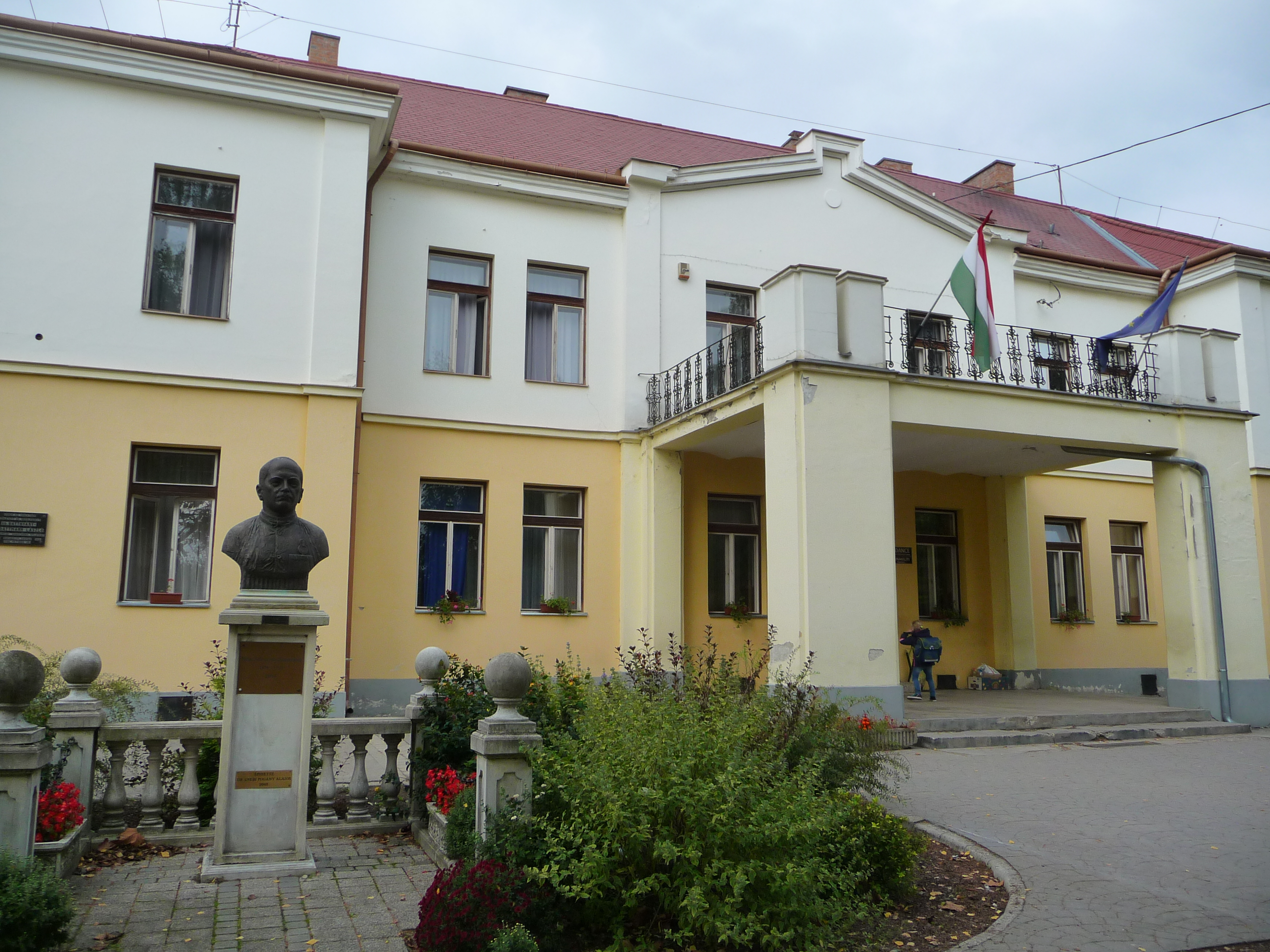
A dunakiliti kastély (eredetileg vadászlak), ma általános iskola

1992-ben a Magyar Köztársaság kormánya megalapította a Batthyány-Strattmann László-díjat, amelyet évente két alkalommal az egészségügyi miniszter előterjesztése alapján azoknak ítélik oda, akik egészségügyi és szociális téren kiemelkedő szakmai vagy közszolgálati munkát végeztek.
Szombathely Oladi lakótelepén közadakozásból 1999. szeptember 24-én tették le a Fatimai Szűz Mária tiszteletére, Batthyány-Strattmann László emlékére emelt templom alapkövét, amelyet 2002. szeptember 8-án szenteltek fel.
A Rákoscsaba-Újtelepi Szent Erzsébet-templom társvédőszentje.
A nyíregyházi Jósa András Oktatókórhaz 6. emeleti szemészeti osztályán márványtábla, és róla elnevezett műtő őrzi emlékét.

### Boldoggá avatása
Batthyány-Strattmann Lászlót sokan már életében szentként tisztelték. A boldoggá avatási eljárás 1944-ben kezdődött meg a bécsi érsekség és a szombathelyi püspökség közös akaratából, de nemsokára félbeszakadt. László István kismartoni püspök indította meg újra az eljárást 1982-ben. Szent II. János Pál pápa 2003. március 23-án boldoggá avatta.